# Lovci na konjih
Lovci na konjih so bili pripadniki lahke konjenice, ki jih je ustanovil Friderik II. Pruski v drugi polovici 18. stoletja. Pozneje so jih uvedli tudi v Avstriji in drugod.
Lovci na konji so bili večinoma plemiči; zaradi višjega statusa niso opravljali primarnih bojnih nalog. Uporabljali so jih kot rezervne enote, ki so jih odposlali, ko je bil izid bitke že znan; opravljali so stražarsko službo zaledja in poveljstva ali pa so jih uporabili kot kurirje.